# Live After Death
A Live After Death egy koncertlemez, amit a brit Iron Maiden adott ki 1985. október 14-én. Az anyagot a World Slavery Tour alatt vették fel. Az albumot gyakran emlegetik minden idők egyik legjobb koncertlemezeként.

## Dalok listája
| 1.  | Bevezető: Churchill beszéde | Winston Churchill             | 0:49  |
| 2.  | Aces High                   | Steve Harris                  | 4:39  |
| 3.  | 2 Minutes to Midnight       | Bruce Dickinson, Adrian Smith | 6:03  |
| 4.  | The Trooper                 | Harris                        | 4:31  |
| 5.  | Revelations                 | Dickinson                     | 6:11  |
| 6.  | Flight of Icarus            | Dickinson, Smith              | 3:27  |
| 7.  | Rime of the Ancient Mariner | Harris                        | 13:18 |
| 8.  | Powerslave                  | Dickinson                     | 7:13  |
| 9.  | The Number of the Beast     | Harris                        | 4:53  |
| 10. | Hallowed Be Thy Name        | Harris                        | 7:21  |
| 11. | Iron Maiden                 | Harris                        | 4:20  |
| 12. | Run to the Hills            | Harris                        | 3:54  |
| 13. | Running Free                | Paul Di'Anno, Harris          | 8:43  |

| 1. | Wrathchild (Felvéve a Hammersmith Odeonban, Londonban - 1984. október)                 | Harris                   | 3:07 |
| 2. | 22 Acacia Avenue (Felvéve a Hammersmith Odeonban, Londonban - 1984. október)           | Smith, Harris            | 6:19 |
| 3. | Children of the Damned (Felvéve a Hammersmith Odeonban, Londonban - 1984. október 10.) | Harris                   | 4:37 |
| 4. | Die With Your Boots On (Felvéve a Hammersmith Odeonban, Londonban - 1984. október 10.) | Dickinson, Smith, Harris | 5:13 |
| 5. | Phantom of the Opera (Felvéve a Hammersmith Odeonban, Londonban - 1984. október)       | Harris                   | 7:23 |

| 1. | Losfer Words (Big 'Orra) (Felvéve a Hammersmith Odeonban, Londonban - 1984. október)      | Harris                       | 4:14 |
| 2. | Sanctuary (Felvéve Long Beach Arena-ban, Los Angeles.ben - 1985. március 17.)             | Di'Anno, Dave Murray, Harris | 4:40 |
| 3. | Murders in the Rue Morgue (Felvéve a Hammersmith Odeonban, Londonban - 1984. október 12.) | Harris                       | 4:32 |